# ニプマク
ニプマク族（Nipmuc、Nipnetとも）は、アメリカ合衆国マサチューセッツ州ウースター郡を先住の地とするインディアンの一。アルゴンキン語族に属する。

## 名称
民族名の由来はアルゴンキン語で「小さな池のある場所」あるいは「清流に住む人々」を意味する単語である"nipnet"。また、同族に馴染み深いチャウバナガンガマウグ湖も由来に挙げられることがある。

## 言語
近隣の民族と同様にアルゴンキン語を使用する。アルゴンキン語は死語とみなす学者がいるものの、年長者からや学校のカリキュラムで教わることから、10名程度の話者がいまだ存在しているとして、ニプマク族の間ではそのように見られていない。

## 領域

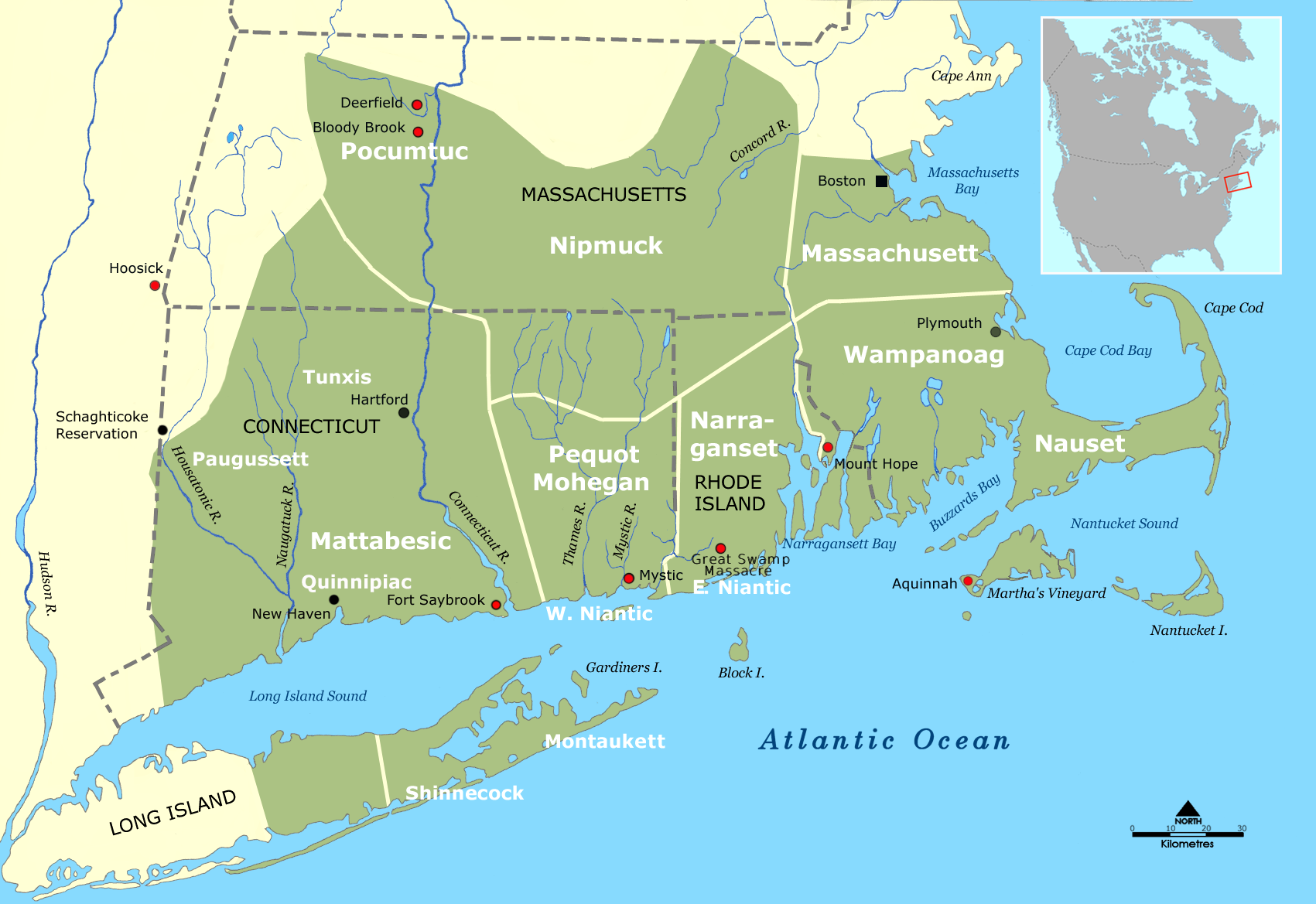
ニプマク族及び近隣の民族の分布図

以前は数多く、かつ広範囲にわたり存在したものの、現在では500名程度がウェブスターのチャウバナガンガマウグ居留地及びグラフトンのハッサナミスコ居留地付近に居住するのみである。なお、生活圏はかつてロードアイランド北部やコネチカット北東部にまで伸びていたと考えられている。